# Hart bei Graz
Hart bei Graz är en ort och kommun i Österrike. Den ligger i distriktet Graz-Umgebung i förbundslandet Steiermark,  140 km sydväst om huvudstaden Wien.